# Rouyn-Noranda (circonscription provinciale)
Pour les articles homonymes, voir Rouyn-Noranda.
Rouyn-Noranda est une ancienne circonscription électorale québécoise.

## Liste des députés
| Législature                               | Années    | Député | Député          | Parti                 |
| ----------------------------------------- | --------- | ------ | --------------- | --------------------- |
| Rouyn-Noranda Créée depuis Témiscamingue  |           |        |                 |                       |
| 22e                                       | 1944–1945 |        | David Côté      | Social démocratique   |
| 22e                                       | 1945–1948 |        | David Côté      | Indépendant           |
| 23e                                       | 1948–1952 |        | Guy Dallaire    | Union nationale       |
| 24e                                       | 1952–1956 |        | Guy Dallaire    | Union nationale       |
| 25e                                       | 1956–1960 |        | Edgar Turpin    | Libéral               |
| 26e                                       | 1960–1962 |        | Edgar Turpin    | Libéral               |
| 27e                                       | 1962–1966 |        | Edgar Turpin    | Libéral               |
| 28e                                       | 1966–1969 |        | Antonio Flamand | Union nationale       |
| 28e                                       | 1969–1970 |        | Antonio Flamand | Indépendant           |
| 29e                                       | 1970–1973 |        | Camil Samson    | Ralliement créditiste |
| 29e                                       | 1972–1972 |        | Camil Samson    | Indépendant           |
| 29e                                       | 1972–1973 |        | Camil Samson    | Ralliement créditiste |
| 30e                                       | 1973–1976 |        | Camil Samson    | Créditiste            |
| 31e                                       | 1976–1978 |        | Camil Samson    | Ralliement créditiste |
| 31e                                       | 1978–1980 |        | Camil Samson    | Les démocrates        |
| 31e                                       | 1980–1981 |        | Camil Samson    | Libéral               |
| Dissoute dans Rouyn-Noranda–Témiscamingue |           |        |                 |                       |